# Strupići
Strupići su naseljeno mjesto u općini Berkovići, Republika Srpska, BiH.

## Povijest
Do potpisivanja Daytonskog mirovnog sporazuma bilo je u sastavu općine Stolac koja je ušla u sastav Federacije BiH.
U Strupićima je 22. travnja 2022. bio epicentar potresa magnitude 5,7 Mw

## Stanovništvo

### 1991.
Nacionalni sastav stanovništva 1991. godine, bio je sljedeći:
ukupno: 206
- Srbi - 192
- Muslimani - 12
- Jugoslaveni - 2

### 2013.
Nacionalni sastav stanovništva 2013. godine, bio je sljedeći:
ukupno: 183
- Srbi - 182
- Hrvati - 1